# 판치라

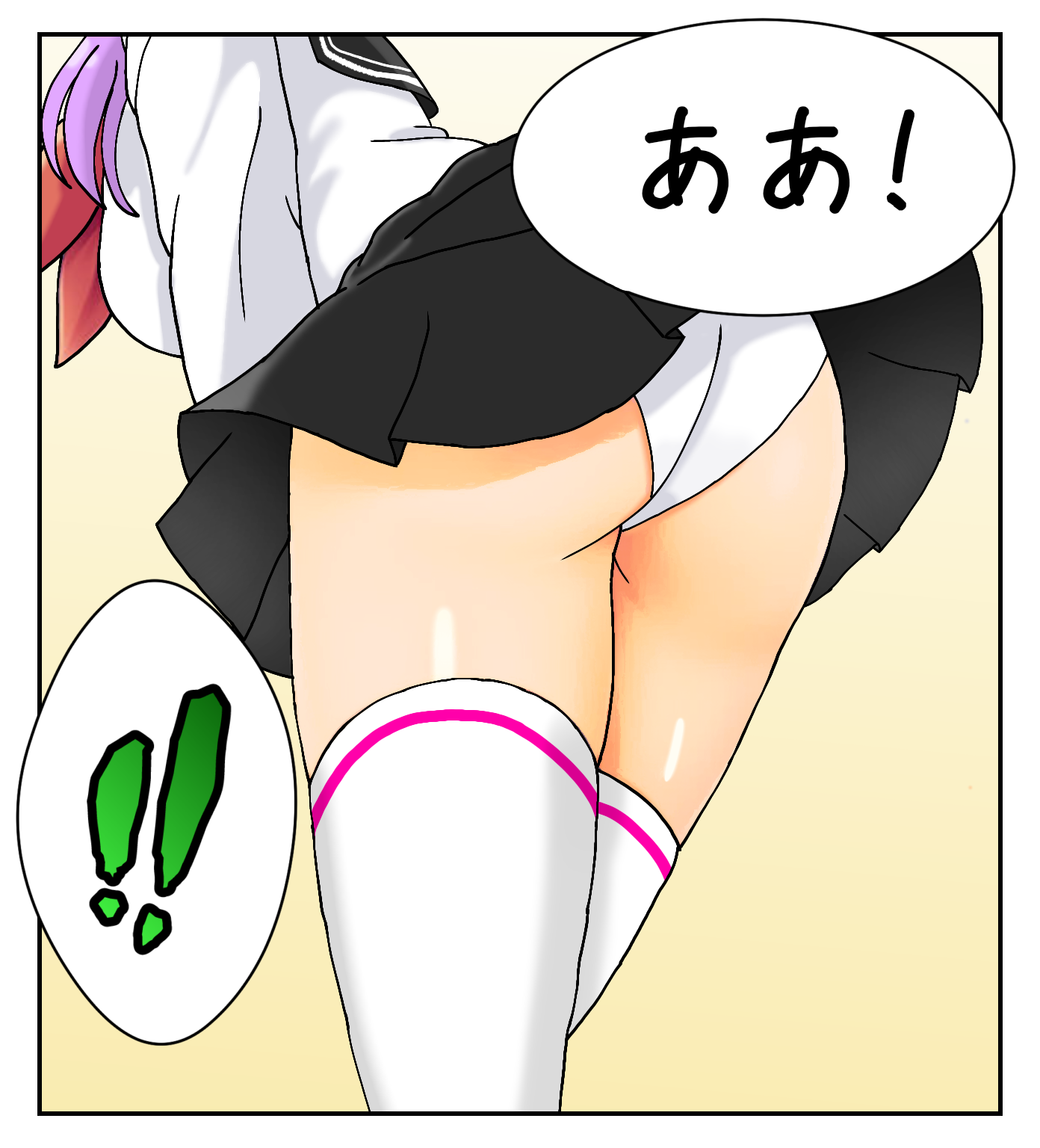
판치라의 예시

판치라(일본어: パンチラ)는 팬티와 일본어 치라리(살짝, 힐끔)가 결합된 단어다. 팬티의 일부가 살짝 보이는 장면을 의미한다.
애니메이션과 만화에서 판치라는 주로 팬티를 노출하는 장면을 의미하며, 이는 1960년대 초부터 일본 예술가와 애니메이터가 사용한 시각적 관습이다. 일본 자료에 따르면, 이 관습은 하세가와 마치코의 인기 만화 《사자에상》에서 시작되었을 가능성이 높으며, 이소노 와카메의 캐릭터 디자인은 믿을 수 없을 정도로 짧은 옷자락을 포함하고 있었다. 이 관행은 나중에 데즈카 오사무의 《우주소년 아톰》이 1963년에 텔레비전으로 각색되면서 애니메이션으로 옮겨졌다. 주로 10년 동안 무해한 아동 시리즈에 한정되었던 판치라는 1970년대 초에 더욱 노골적인 페티시적 요소를 띠게 되었다. 그 시점부터 판치라는 많은 코미디 지향적인 소년 만화에서 볼 수 있는 종류의 익살과 연결되었다.
이 단어는 "팬티" (パンティー, pantī)와 chira의 합성어로, 잠깐 엿보거나 슬쩍 보는 것을 나타내는 일본어 음성 상징어이다. 더 일반적인 용어인 "업스커트"는 치마가 무엇을 (안)덮는지에 대해 아무것도 말하지 않지만, 판치라는 팬티의 존재를 명시한다.

## 기원

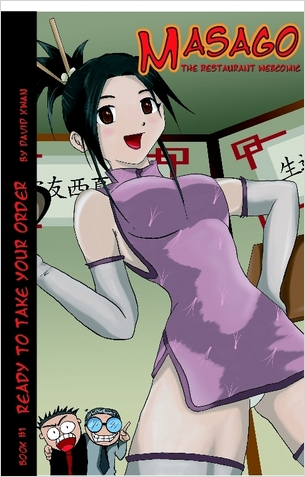
전형적인 판치라 이미지

일본의 대중문화에서 판치라의 발전은 여러 미국 및 일본 작가에 의해 분석되었다. 많은 관찰자들은 이 현상을 제2차 세계 대전 이후 일본의 서구화와 연결 짓는다. 점령 기간 동안 이전에는 접할 수 없었던 패션, 아이디어, 매체들이 현지인들에게 접근 가능해졌고, 이는 이전의 금기 사항들을 약간 완화시켰다. 서구식 의류(여성 속옷 포함)는 전후 기간에 인기를 얻었으며, 수많은 매체(잡지, 신문, 영화, 저널, 만화)를 통해 강화되었다.

전통적으로 일본 여성들은 속옷을 입지 않았다. 1932년 12월 16일, 시로키야 백화점 화재가 발생했다. 전설에 따르면, 일부 여성 직원들이 고층에서 밧줄을 타고 내려오면서 기모노로 사적인 부분을 가리려고 했고, 실수로 추락사했다. 일본 신문들은 여성들에게 드로워즈 (ズローズ, zurōzu)를 입도록 선동하기 시작했지만, 당시에는 거의 영향을 미치지 못했던 것으로 보인다. 후쿠오카 신문의 1934년 설문 조사에 따르면, 화재 발생 1년 반 후에도 조사 대상 여성의 90%는 여전히 '드로워즈'를 입고 있지 않았다.

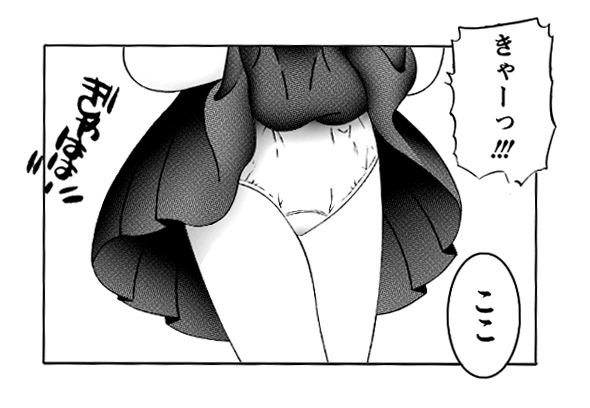
애니메이션 판치라의 흑백 이미지

적어도 하나의 일본 자료는 판치라의 시작을 1955년에 개봉된 《7년만의 외출》로 거슬러 올라간다. 마릴린 먼로의 상징적인 장면을 둘러싼 매체 보도는 일본에서 떠오르던 열풍에 불을 지폈다. 건축 역사가 이노우에 쇼이치에 따르면, 젊은 여성들의 치마 밑을 슬쩍 보는 "점수 매기기" 관행이 이 시기에 엄청나게 인기를 얻었다. "당시 잡지에는 팬티를 볼 수 있는 가장 좋은 장소를 알려주는 기사들이 있었다." 이노우에는 또한 배우 아사카 미츠요가 1950년대 후반에 자신의 무대 쇼에서 기모노를 벌려 다리를 드러냄으로써 chirarism (チラリズム, 여성의 하체를 잠깐 엿보는 스릴)이라는 단어의 인기를 부추겼다고 썼다.
1969년, 일본 정유회사 마루젠 세키유는 오가와 로사가 미니스커트를 입고 바람에 치마가 날려 놀라 입술을 'O'자로 만드는 TV 광고를 공개했다. 이는 아이들이 그녀의 대사 "Oh! Mōretsu" ("Oh！モーレツ", "너무 과해, 급진적")를 흉내 내게 했고, sukāto-mekuri (スカート捲り, 소녀의 치마를 들추는 행위)의 유행을 이끌었다. 오가와는 이후 TV 쇼 Oh Sore Miyo (Oh! それ見よ, 문자적으로 "저것 봐," 하지만 실제로는 "오솔레미오"인 나폴리 노래를 이용한 말장난으로 "내 햇살")에 출연하여 다시 미니스커트가 날리는 장면을 선보였다.
1960년대 후반에 이르러 판치라는 주류 만화 산업으로 확산되었는데, 나가이 고와 같은 신생 만화가들이 소년 만화에서 성적 이미지를 탐구하기 시작했다. 성인 만화 잡지는 1956년부터 존재했지만(예: 주간 만화 타임스), 소년 만화에 성적 이미지가 도입되었다는 점은 주목할 만하다. 밀리건은 1970년대의 엣치 장르가 오사카의 대여점 네트워크 쇠퇴로 생긴 공백을 메우기 위해 부상했다고 주장한다.

일본 만화는 60년대까지 에로틱한 주제를 진지하게 탐구하지 않았다. 그 시기는 유료 대여점 시스템이 붕괴된 때였는데 (주로 고단샤 출판사의 《주간 소년 매거진》과 같은 저렴한 만화 잡지의 예상치 못한 성공으로 인해 발생했다). 유료 대여점 시스템에서 작업하던 예술가들은 이미 노골적인 폭력 묘사를 개척했으며, 단순한 만화가 아닌 극화("드라마 그림")를 그리고 있다고 자랑스럽게 선언했다. 현실주의(그리고 독자)를 추구하는 과정에서 성이 곧 등장하는 것은 필연적이었다.
일본 만화 시장이 다양화되면서 성은 극화를 넘어 시장의 거의 모든 틈새시장으로 퍼져나갔다. 극화는 현실적이고 종종 폭력적인 묘사를 계속했지만, 만화 세계의 다른 주요 부문들은 그들만의 접근 방식을 개발했다. 소년 만화는 "귀여운" 성을 탐구하기 시작했으며, 주로 판치라("팬티 노출 장면")와 샤워하는 소녀들로 구성되었다.

## 학술적 관점

### 일반화된 관점
일반화된 관점은 미오 브라이스(Mio Bryce)의 일본 만화 속 교실 이미지 분석에서 제공된다. 나가이 고의 《파렴치 학원》을 주요 사례로 들면서, 브라이스는 나가이의 스토리라인이 전통적인 권위 인물들을 조롱함으로써 오래된 사회적 가치에 도전했다고 말한다. 나가이 만화 속 교사들은 여성 학생들에게 다양한 형태의 공격적인 관음증적 행동을 하는 일탈자 및 변태로 묘사되었다. 이 점에서 판치라는 권위주의 정권에 대한 일반적인 불신을 표현하는 사회 풍자의 한 형태로 사용되었다.
마찬가지로, 장 마리 부이수(Jean-Marie Bouissou)는 《파렴치 학원》이 아동 만화에서 에로티시즘에 대한 일본의 금기를 "깨뜨렸다"고 말하며, 이는 1960년대 후반 일본에 만연했던 급변하는 문화적 태도를 보여준다. 에로티시즘이 주로 판치라와 소프트코어 만화 누드에 한정되었지만, 이 만화의 영향은 전국적으로 느껴졌다. 부이수는 《파렴치 학원》의 출판이 "전국적인 sukāto mekuri (소녀의 치마를 들추는 행위) 붐"을 촉발했다고 말한다.
조나단 에이블(Jonathan Abel)의 일본 영화 속 '언급 금지 대상'에 대한 연구는 경찰 압수 후 로망 포르노 영화를 통해 속옷 페티시가 형성된 것이 처음에는 은폐의 증거였을지 모르지만, 빠르게 결코 얻을 수 없는 것의 상징이 되었다고 주장한다. 에이블의 정신분석학적 접근은 "판치라"를 보이지 않는 것의 에로티시즘을 나타내는 용어로 사용할 것을 요구한다.

### 남성의 시선
판치라를 구체적으로 다루는 학술 연구는 거의 없으며, 이 주제는 남성의 시선이라는 더 넓은 맥락에서 여러 작가들에 의해 언급되었다. 서구적 관점에서 판치라는 가부장적 문화에 내재된 성적 고정관념으로 특징지어진다. 앤 앨리슨은 "허용되고 금지된 욕망"에서 이 관습을 언급하며, 에로 만화에서 여성(또는 소녀)의 속옷 노출이 "고정시키는 시선"으로 구성된다고 이론화한다. 즉, 판치라는 보통 욕망의 (여성) 대상이 남성적 시선에 의해 '굳어지는' 장면으로 제시된다. 그녀는 또한 이 '시선'이 일반적으로 위반적인 것으로 묘사된다고 가정한다. 즉, 관객은 부분적으로 옷을 벗은 여성 신체의 모습을 엿볼 수 있지만, 이는 항상 금지된 행동으로 구성된다. 이러한 금지된 장면은 거의 모든 에로 만화가 동일한 위반과 고정 공식을 따르기 때문에 전체 장르에 스며들어 있다.
마찬가지로, 앤 쿠퍼-첸(Anne Cooper-Chen)은 "남성이 여성의 팬티를 입은 가랑이를 응시하는" 끊임없이 반복되는 이미지가 전형적인 만화 패널을 나타낸다고 말한다. 그녀는 속옷(또는 나체)을 입고 묘사된 여성/소녀가 일본 만화에서 흔한 모티프이며, 관음증적인 존재가 남성적 시선을 나타내는 남성 "관찰자"와 가장 자주 동반된다는 앨리슨의 견해를 지지한다. 그러나 앨리슨과 대조적으로, 쿠퍼-첸의 관찰은 에로 시장에만 국한되지 않는다. 오히려 그녀는 좌절된 욕망과 성폭력의 지배적인 비유가 만화 주류로 확장될 수 있다고 주장한다.

## 판치라로 유명한 작품
- 건강 전라계 수영부 우미쇼
- 걸즈 브라보
- 겐지통신 아게다마
- 나지카 전격작전
- 나이트런
- 니들리스
- 노브라
- 데드 오어 얼라이브 시리즈
- 딸기 100%
- 러브히나
- 로자리오와 뱀파이어
- 로큐브
- 롯테의 장난감
- 마법선생 네기마
- 마켄키
- 만화가랑 어시스턴트랑
- 메탈하트
- 미래일기
- 미소녀 전사 세일러 문 시리즈
- 바람의 성흔
- 비비드레드 오퍼레이션
- 섬란 카구라 시리즈
- 세븐나이츠
- 세키레이
- 소녀왕국 표류기
- 손끝의 밀크티
- 수호천사 히마리
- 스컬걸즈
- 스트라이크 위치즈
- 스트라토스4
- 시큐브
- 신혼합체 고단나
- 안녕 절망선생
- 야마다와 7명의 마녀
- 언젠가는 대마왕
- 에덴의 우리
- 에이켄
- 엘소드
- 여자 친구 만들고파!
- 우주형사 샤이다
- 일기당천
- 잘 나가는 두 사람
- 천상천하
- 첫사랑 한정
- 체인지 123
- 컬러풀
- 크로스 게임
- 클로저스
- 투 러브 트러블
- 투 러브 트러블 다크니스
- 트리 오브 세이비어
- 펀치라인
- 프로젝트 A코
- 하늘의 유실물
- 하이스쿨 D×D
- 학원묵시록
- 후지코 F. 후지오의 일부 작품.
  - 도라에몽
  - 침푸이
  - 퍼맨
- 히메고토
- AIKa 애니메이션

## 같이 보기
- 부르세라
- 갸루
- 절대영역